# Gedenkmünze

100-Euro-Goldmünze der Bundesrepublik Deutschland

Eine Gedenkmünze (auch Denkmünze) ist eine Münze, die durch ihr Motiv und/oder ihre Inschrift an ein denkwürdiges Ereignis oder eine bedeutende Persönlichkeit erinnert. Damit unterscheidet sie sich von der für den alltäglichen Geldgebrauch geprägten Kursmünze, gleichwohl sind oder waren die meisten Gedenkmünzen gesetzliches Zahlungsmittel, sowie von der Anlagemünze, die als Edelmetallanlage ausgegeben wird.

## Geschichte und Eigenschaften

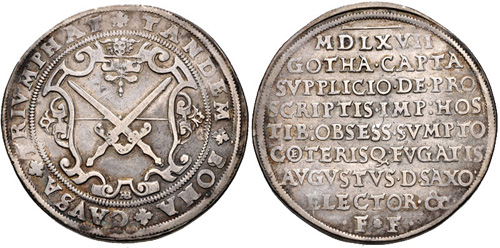
Taler auf die Einnahme von Gotha (1567) (Gedenkmünze) aus der Münzstätte Dresden

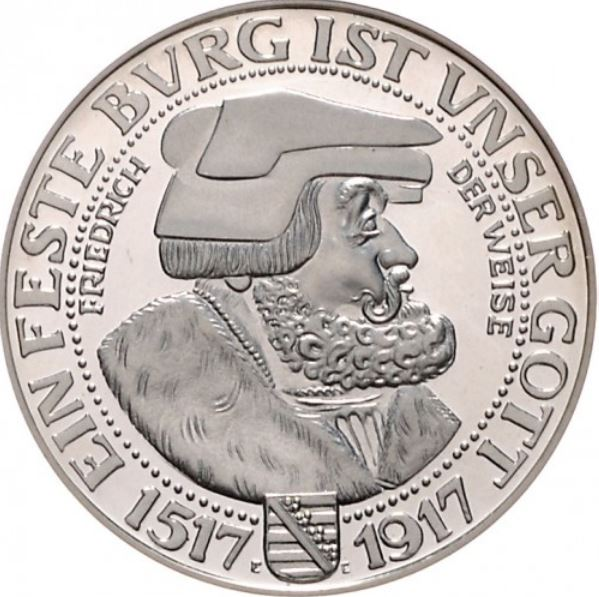
Gedenkmünze zum 400-jährigen Reformationsjubiläum 1917, die wertvollste Münze des Kaiserreichs (NP 2001)

Früher nahmen Gedenkmünzen oft auf den Herrscher, seine Familie oder andere staatspolitische Themen Bezug, wie z. B. Geburten, Hochzeiten oder Todesfälle im Herrscherhaus, Thronjubiläen oder gewonnene Kriege. Sie hatten damit auch eine Propagandafunktion.
Der zum Beispiel als Triumphtaler bezeichneter Taler der Stadt Braunschweig ist wie der Schmalkaldische Bundestaler eine als Propagandamittel geprägte Gedenkmünzen auf den erfolgreichen Widerstand des Schmalkaldischen Bunds gegen Herzog Heinrich den Jüngeren von Braunschweig im Schmalkaldischen Krieg. Die Stadt Braunschweig war Mitglied des Schmalkaldischen Bunds. Mit der Umschrift VERBVM – DO(mini) MA(net) IN AE(ternum) – AE als Ligatur (Das Wort des Herrn bleibt in Ewigkeit.) wird der Wahlspruch des Bunds verkündet. Auch der Brandtaler der Stadt Thorn (Toruń) gegen die schwedischen Belagerer, der auf die erfolgreiche Verteidigung der Stadt geprägt wurde, war Propagandamittel.
Heute werden Gedenkmünzen vorwiegend geprägt, um sie an Sammler zu verkaufen und damit einen finanziellen Gewinn zu realisieren. Gedenkmünzen, die wie die deutschen 10- und 20-Euro-Stücke zum Nennwert über Banken ausgegeben werden, stellen heute im internationalen Vergleich eher die Ausnahme dar. In der Regel erfolgt die Distribution über den Hersteller (z. B. Münze Österreich) oder den Fachhandel zu einem über dem Nominalwert liegenden Ausgabepreis. Hergestellt wurden Gedenkmünzen zunächst in einer vergleichsweise großen Normalauflage und einer kleinen Auflage in Polierter Platte, sodass historische Polierte Platten, etwa aus dem Kaiserreich und der Weimarer Republik, heute hohe Preise erzielen. Seit etwa 1970 setzte sich die Polierte Platte als Herstellungsform weltweit durch, sodass die meisten internationalen Gedenkmünzen heute nur als Polierte Platten ausgegeben werden. Die deutschen Prägungen stellen hiervon eine Ausnahme dar, da sie nach wie vor in großer Auflage als Normalprägung hergestellt werden.
„Moderne“ Gedenkmünzen sind in der Regel gültige Zahlungsmittel, ihre Umlauffähigkeit ist aber – anders als bei Kursmünzen – oft nur theoretischer Natur, da meist mindestens eines der folgenden Merkmale auf sie zutrifft:
- ihr Nennwert kann für den Zahlungsverkehr unpraktisch sein,
- sie können bei der Bevölkerung unbekannt sein,
- sie können zu einem höheren Preis als dem Nennwert herausgegeben worden sein, oder
- sie können auf dem internationalen Markt verkauft werden, wo sie keinen gesetzlichen Kurs haben.

Ganz anders verhält sich dies bei den Zwei-Euro-Gedenkmünzen. Diese werden seit 2006 auch in Deutschland mit einer Auflagenhöhe von über 30 Mio. Stück jährlich extra für den Umlauf geprägt und in der Praxis als Zahlungsmittel akzeptiert. Die Gedenkmünzen der Euro-Länder mit anderen Nominalen als 2 Euro sind nur im Ausgabe-Euroland gesetzliches Zahlungsmittel, deutsche 10-Euro-Münzen also nur in Deutschland, österreichische nur in Österreich etc.
Eine Kombination aus einer Gedenkmünze und dem dazugehörigen Briefmarkenbogen wird als Numisblatt bezeichnet. Die Deutsche Post AG gibt diese seit 1997 aus. Bereits einige Jahre zuvor wurden Numisbriefe (Gedenkmünze plus eine Briefmarke) nachträglich von Privatunternehmen zusammengestellt und verkauft.
Gedenkprägungen privater Herausgeber oder staatliche Prägungen ohne Nennwert (Zahlungsmittelfunktion) nennt man Medaillen. Eine Zwischenstellung zwischen Medaillen und Münzen nehmen viele Pseudomünzen ein; oft handelt es sich hierbei um von Privatunternehmen hergestellte Prägungen, die dann in Lizenz im Namen von afrikanischen oder ozeanischen Kleinstaaten auf den europäischen Markt gebracht werden. Formal können sie gesetzliches Zahlungsmittel sein, eine tatsächliche Bezahlung vor Ort ist damit in aller Regel jedoch nicht möglich. In keinem Fall haben diese Kommerzprägungen einen über den Metallwert hinausgehenden Wert, da ihre Anzahl unüberschaubar und ihre Motivauswahl mehr oder weniger beliebig („Tiere“, „China“ etc.) ist. Dies steht im Widerspruch zur Form, wie diese Stücke in Zeitungswerbung oder Teleshopping als Raritäten beworben und bepreist werden.
Beispielsweise sind die Münzen der Deutschen Mark sowie die Euromünzen in Kehrprägung ausgeführt. Zudem liegen Münzen, die in transparenten Hüllen in Münzalben abgelegt sind, beim normalen Umblättern korrekt, wenn sie in Kehrprägung hergestellt wurden, während Münzen mit Wendeprägung auf dem Kopf stehen.

## Grenzfälle
Ein Grenzfall besonderer Art sind die historisch und künstlerisch bedeutenden Locumtenenstaler. Das sind Gedenkmünzen (Guldengroschen) Friedrich des Weisen, die auch als Medaillen mit höherem Relief, aber ebenfalls im Talergewicht (Guldengroschengewicht) hergestellt und an Günstlinge verschenkt wurden. In Katalogen werden oft beide Typen als Guldengroschen (Gedenkmünzen) bezeichnet, obwohl nur die mit niedrigerem Relief Münzen sind. Auch bei dem in Varianten geprägten  Luftpumpentaler, dem ersten Gepräge mit Bezug auf Otto von Guericke, ist eine Variante davon keine Gedenkmünze, sondern eine Medaille.
Eine Gedenkmünze kann eine ausgeprägte Rechnungsmünze sein, die nicht für den Zahlungsverkehr geschaffen wurde. – Als Beispiel siehe Taler auf die Verleihung des Hosenbandordens und auf das St. Georgenfest von 1678.
Ein Grenzfall anderer Art ist das 1-Billion-Mark-Stück der Provinz Westfalen. Dieses Stück ist eine Münze mit „Medaillencharakter“. Die als Notgeld 1923 geprägte Münze der Landesbank der Provinz Westfalen wurde erst 1924 nach dem Ende der Inflation als Gedenkstück an die schwere Zeit ausgegeben. Als Geldstück war sie zu dieser Zeit ungültig.
Die zahlreichen künstlerisch besonderen Turmgepräge, die als Talerteilstücke, Taler und Mehrfachtaler, in Klippenform und als Goldabschläge geprägt wurden, sowie deren Ausführung in Prägevarianten, die der Erzbischof Wolf Dietrich von Raitenau zum Gedenken an die Türkenkriege prägen ließ, sind jedoch eher Zeugen seiner Tätigkeit als Kunstsammler, da seine Truppen nicht unmittelbar an den Kämpfen beteiligt waren und nur wenig dazu beigetragen haben.
Ob der Taler auf den Bau von Schloss Moritzburg in Zeitz tatsächlich als Münze geprägt worden ist, wie u. a. in Münzkatalogen angegeben, ist trotz Reichstalergewicht fraglich. Tentzels Bezeichnung als Medaille ist wegen des hohen Reliefs und der Seltenheit des Einzelstücks jedenfalls naheliegend.
Typische Beispiele dafür sind auch Hustaler, einige Pesttaler und Kleetaler unter etlichen anderen talerförmigen Medaillen mit einem Talernamen. Der Pesttaler existiert als Gedenkmünze und Medaille. 
Wichtig zu wissen ist, dass nicht immer ein Gepräge, das einen Talernamen trägt und zu einem bestimmten Anlass geprägt wurde, auch ein Taler, also eine Gedenkmünze ist. Der Gluckhennentaler ist zum Beispiel nur in Ausnahmefällen eine Münze.